# Внутренняя орбита

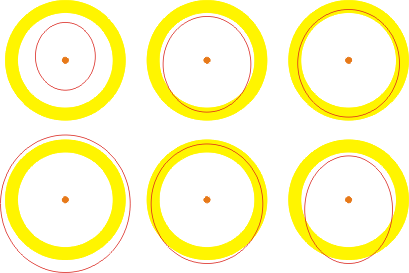
Внутренняя орбита: левый, верхний;
Внешняя орбита: левый, нижний;
Внутренний грейзер: средний, верхний;
Внешний грейзер: средний, нижний;
Коорбитальная орбита: правый, верхний
Кроссер-орбита: правый, нижний;

Внутренняя орбита — одна из шести типов орбит астероидов и космических аппаратов вокруг Солнца, по отношению к планетам Солнечной системы. На рисунке этот тип показан слева сверху. Солнце обозначено оранжевой точкой, а толстым жёлтым кругом показана орбита внутренней планеты, ограниченная расстоянием от Солнца в перигелии и в афелии. Астероид по отношению к внешней планете имеет меньший радиус орбиты и находится на меньшем расстоянии от Солнца, поэтому движется по внутреннюю сторону от планеты.